# Сальнав, Сильвен
Сильвен Сальнав (фр. Sylvain Salnave; 7 февраля 1826, Кап-Аитьен, Гаити, — 15 января 1870, Порт-о-Пренс, Гаити) — гаитянский генерал, президент Гаити с 1867 до 1869 года. В 1867 году, после отстранения от власти Фабра Жеффрара, был избран на пост президента. Во времена его правления продолжалась гражданская война между различными фракциями. В конце концов, он был свергнут в результате переворота Ниссажем Саже, предстал перед судом и был казнен.

## Ранняя жизнь и карьера
Сальнав родился в мулатской семье 7 февраля 1826 года в Кап-Аитьене. Он поступил на службу в гаитянскую армию в 1850 году. Он был капитаном кавалерии, когда Фабр Жеффрар сверг Фостена Сулука в январе 1859 года, и был награждён за свою помощь званием майора. В 1861 году Сальнав с горечью осуждал Жеффрара за то, что он называл раболепством в вопросе оккупации Доминиканской Республики Испанией. Жеффрар, популярность которого пошла на убыль, был бессилен, чтобы наказать Сальнава. Сальнав способствовал и поощрял частые восстания на границах, а в 1864 году он подстрекал восстание в северной части Гаити, но это движение было подавлено с помощью испанцев. В июле 1866 года Сальнав возглавил новое восстание в Гонаиве. Хотя он снова потерпел поражение, восстание продолжало нарастать. Жеффрар ушел с поста президента 13 марта 1867 года и уехал на Ямайку, где провел остаток своей жизни.

## Президентство

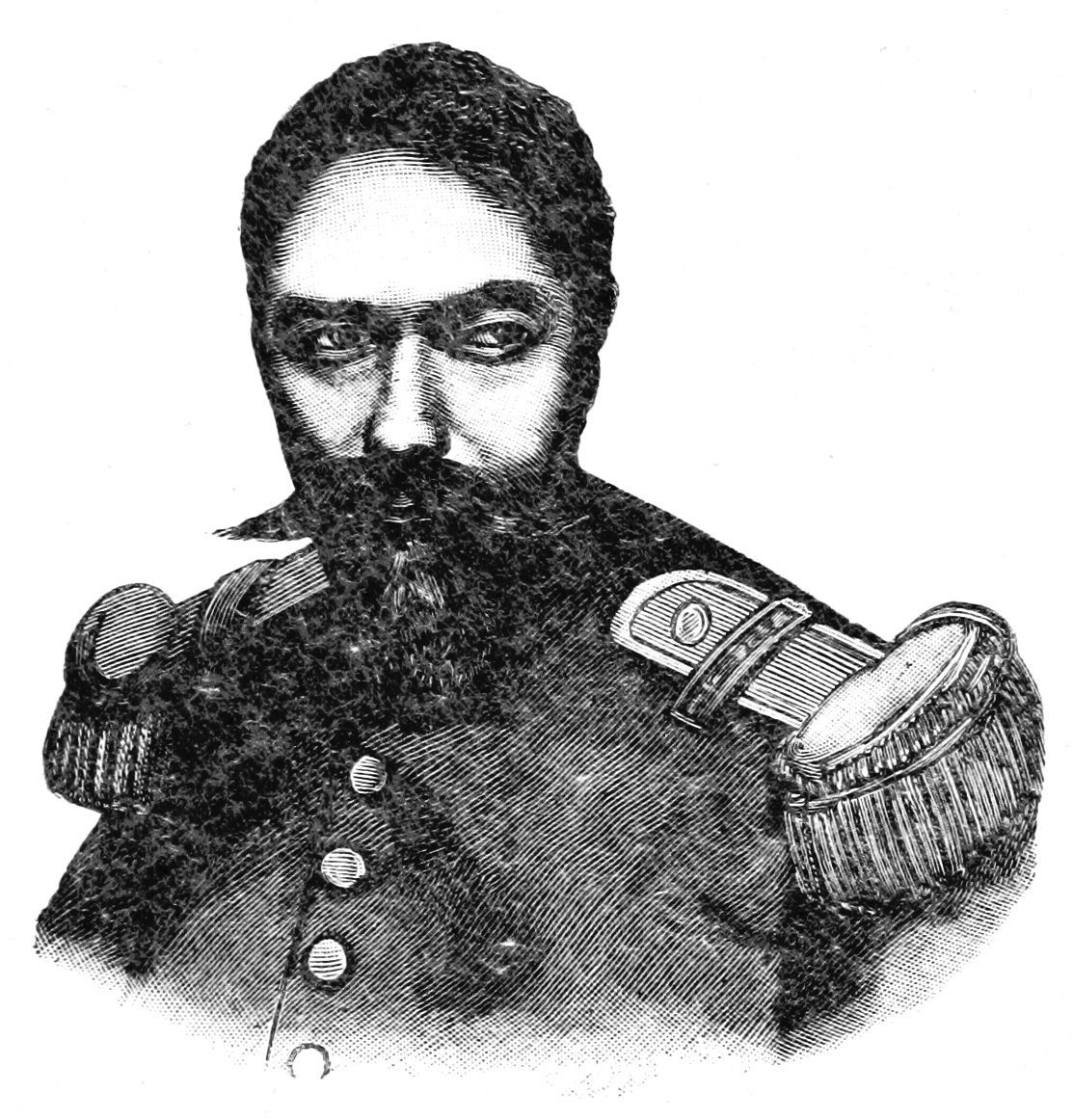
Сильвен Сальнав, гравюра 1892 г.

После отъезда Жеффрара Совет государственных секретарей на время стал высшим органом власти. В апреле 1867 года Сальнав прибыл в Порт-о-Пренс, где его тепло встретили народные массы, а 2 мая он вместе с Ниссажем Саже и Виктореном Шевалье стал членом организованного Временного правительства. Его сторонники были недовольны таким распределением власти, и под их давлением 4 мая он принял титул «Защитника нации». Отношение масс и растущая популярность Сальнав стали вызывать большое беспокойство у либералов, которые снова оказались вынуждены подчиниться военному человеку. Это недоверие к их новому лидеру предвещало плохое для страны.
Национальное Собрание собралось в Порт-о-Пренсе 6 мая 1867 года и 14 июня приняло Конституцию, отменившую пост пожизненного президента, причем срок полномочий главы исполнительной власти был установлен в четыре года. В тот же день Сальнав был избран президентом Гаити. Он завоевал симпатии людей своей храбростью и простыми вкусами. Но он был далеко не либералом; настолько, что вскоре у него возникли разногласия с законодательным органом, который считал, что пришло время установить парламентскую систему. 11 октября 1867 года произошел полный разрыв с Национальным Собранием, вызванный запросом Кабинета Палаты депутатов об аресте и тюремном заключении генерала Леона Монтаса. Примерно в то же время крестьяне в Вальере подняли оружие против законодательной власти, а генералу было предъявлено обвинение в том, что он был зачинщиком, если не руководителем восстания. Члены Кабинета открыто обвинили Палату депутатов в попустительстве повстанцам; после чего 14 октября толпа вторглась в Палату депутатов и изгнала парламентариев. За этим необдуманным актом насилия последовали тяжелые последствия. Тем временем президент уехал в Гонаив с целью усмирить повстанцев в Вальере, взявших на себя имя «Cacos».
Насильственно изгнав членов Палаты депутатов, Сальнав приостановил действие Конституции; тем не менее, он сделал вид, что считает, что сопротивление, с которым он столкнулся, было связано с его ограниченными полномочиями. Соответственно, 22 апреля 1868 года он совершил ещё одну ошибку, позволив офицерам и унтер-офицерам своей армии, штаб-квартира которой находилась в Тру-дю-Нор, составить петицию с просьбой о приостановлении действия конституции и диктатуры для глава исполнительной власти. Таким образом, Сальнав восстановил пожизненное президентство и присвоил себе неограниченную власть.

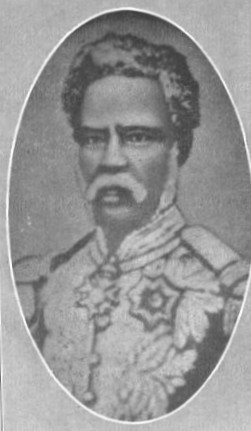
Ниссаж Саже, глава повстанческих отрядов на севере

Ниссаж Саже, который в то время был комендантом округа Сен-Марк, ополчился против этой узурпации. Ещё раз разочаровавшись в надеждах иметь правительство, основанное на законности и свободе, страна достигла одного из самых критических периодов своего существования, когда восстание вскоре стало всеобщим.
Сальнав пытался договориться с ними; но потерпев неудачу в своей попытке, он решил впредь полагаться на свою энергию и доблесть в поддержании своей власти. У него было преимущество единоначалия над своими противниками, ибо у повстанцев на юге было множество лидеров: Доменг со штабом в Ле-Ке, Нормиле в Анс-а-Во и т. д.; в то время как в Артибоните авторитет Ниссажа Саже был полностью признан. Вследствие контрреволюции, произошедшей в Леогане и в горах Жакмеля, повстанцы были вынуждены снять осаду с Порт-о-Пренса 17 июля 1868 года. Теперь они чувствовали необходимость организовать свое правительство; поэтому 19 сентября 1868 года Ниссаж Саже был провозглашен временным президентом Северной Республики со штаб-квартирой в Сен-Марке, а 22 сентября Доменг был провозглашён президентом Южного Государства Гаити со штаб-квартирой в Ле-Ке.
Неустрашимость Сальнава на какое-то время давала ему все шансы сокрушить своих врагов. Он купил пароход в США, чтобы заменить два военных корабля, «Le 22 décembre» и «Le Geffrard», которые перешли к повстанцам. Новый пароход, получивший имя «Alexandre Pétion», прибыл в Порт-о-Пренс 19 сентября 1868 года. На следующий день Сальнав поднялся на борт и отплыл в Пти-Гоав, в гавани которого стояли на якоре два парохода, принадлежавшие мятежникам. «Alexandre Pétion» открыл огонь по «Le 22 Décembre», который затонул; комендант «Le Geffrard» взорвал свой корабль, чтобы не допустить её захвата.
Этот успех сделал Сальнав хозяином Пти-Гоава, город, который повстанцы были вынуждены эвакуировать. В феврале 1869 года весь Южный департамент снова оказался под его властью, за исключением Жереми и Ле-Ке, которые были тесно окружены. Из Камп-Буде, где он разместил свою штаб-квартиру, он лично руководил осадой Ле-Ке, которым в конце концов овладел бы, если бы военная удача в Артибоните не пошла против него. Его главный лейтенант, генерал Викторен Шевалье, был вынужден эвакуировать войска из Гонаива, который был оккупирован войсками Саже. По прибытии в Порт-о-Пренс солдаты Шевалье устроили такие беспорядки, что Сальнаву пришлось поспешно покинуть Камп-Буде и отправиться в столицу, куда он прибыл 1 сентября 1869 года. В то время ему также приходилось бороться с оппозицией католического духовенства. 28 июня он уволил Марсьяля-Гийома-Мари Тестар дю Коскера, архиепископа Порт-о-Пренса и принял ту же меру против Алекси-Жан-Мари Гийу, военного викария, 16 октября.

## Свержение и казнь
Положение режима Сальнава ухудшалось; один из его самых верных последователей, генерал Викторен Шевалье, военный министр, который командовал армией, окружавшей Жакмеля, в ноябре дезертировал и присоединился к восстанию. Теперь Сальнав начал размышлять о том, что, возможно, ему ещё удастся унять царившее в стране недовольство, отказавшись от абсолютной власти, которую он захватил. В августе 1869 года он назначил Законодательный совет. Этот орган собрался в ноябре и, восстановив пожизненное президентство, принятое Сальнавом, повторно принял Конституцию 1846 года. Но было уже слишком поздно, и отмена диктатуры не могла спасти правительство, ибо Кап-Аитьен и весь Северный департамент уже присоединились к делу восстания. Смелое нападение на Порт-о-Пренс наконец положило конец этой гражданской войне. 16 декабря 1869 года генералы Жорж Брис и Буарон-Каналь высадились в столице во главе 1200 солдат. Ночью они застали врасплох правительственный военный корабль «La Terreur». Во время завязавшегося боя этот корабль начал бомбардировку Национального дворца; выстрел попал в пороховой магазин, в результате чего он взорвался сразу после того, как Сальнав покинул это место. Сальнаву удалось добраться до Доминиканской Республики, чтобы заручится поддержкой президента Буэнавентуры Баэса, но доминиканский генерал Хосе Мария Кабраль, которого поддерживал Саже, выдал его гаитянам.
15 января 1870 года Сальнав прибыл в Порт-о-Пренс, где предстал перед военным трибуналом. Он был приговорен к смертной казни и расстрелян в тот же день в шесть часов вечера, привязанный к столбу, установленному около дымящихся руин Исполнительного Особняка.